# Erdbeerkopf
Der Erdbeerkopf ist eine 847,7 m ü. NHN hohe Nebenkuppe des Hohnekamms im Mittelgebirge Harz bei Schierke im sachsen-anhaltischen Landkreis Harz.

## Geographische Lage
Der Erdbeerkopf erstreckt sich im Oberharz (Hochharz) innerhalb des Naturparks Harz/Sachsen-Anhalt im Nationalpark Harz. Er liegt rund 1,5 km nordöstlich des an der Kalten Bode gelegenen Dorfs Schierke, einem Ortsteil der Stadt Wernigerode, deren Kernstadt sich rund 10 km nordöstlich befindet, und knapp 3,5 km nordnordwestlich von Elend, einem Ortsteil der Stadt Oberharz am Brocken.
In Richtung Nordnordwesten leitet die Landschaft des Erdbeerkopfs zum Renneckenberg (ca. 933 m) mit dem westlich davon befindlichen Brocken (1141,1 m) über und im Nordosten zum Hohnekamm (900,6 m). Südsüdwestliche Nachbarkuppe ist der Barenberg (695,5 m). Westsüdwestlich liegt jenseits von Schierke die Berggruppe von Wurmberg (971,2 m), Großem Winterberg (906,4 m) und Kleinem Winterberg (837 m).
Am Berg gibt es mehrere Felsformationen – alphabetisch sortiert sind dies: Westlich liegt der Ahrentsklint, auf der Südflanke die Feuersteinklippe, auf der Südostflanke die Kesselklippe und ostsüdöstlich der Trudenstein.
Nordwestlich des Erdbeerkopfs entspringt die Wormke, die nördlich und nordöstlich im Übergangsbereich zum Hohnekamm vorbeifließt und südostwärts zur Kalten Bode fließt; von der Wormke zweigt östlich des Bergs der künstlich angelegte Wormsgraben ab, der überwiegend ostwärts zum Zillierbach verläuft.

## Brockenbahn
Über die Südost-, Süd- und Südwesthänge des Erdbeerkopfs verläuft die 1898 eröffnete Brockenbahn, eine Schmalspurbahn, die auf 19,0 km langer Trasse von Drei Annen Hohne durch den südlich des Bergs gelegenen Bahnhof Schierke nordwestwärts auf den Brocken führt.

## Wandern, Ex-Skipiste und Aussichtsmöglichkeit
Es führen zwei Pfade auf den bewaldeten Erdbeerkopf, je einer von Osten und Westen. Auf dem Südwesthang liegt eine waldfreie Schneise, die früher als Skipiste benutzt wurde. Überreste eines alten Skilifts sind dort noch zu sehen. Der Berg wird trotz der zugänglichen Lage recht selten bestiegen. Auf dem Gipfel befindet sich eine Holzbank. Von dort kann man über die Schneise einen Teil des Südharzes überblicken.